# 보석 전쟁
보석 전쟁(The war of the jewels)은 실마릴리온에 등장하는 여러 전쟁들을 이르는 말이다. 나무의 시대와 태양의 제 1시대에 걸쳐서 벌어졌으며, 원인이 되는 보석이 실마릴이기 때문에 실마릴 전쟁으로도 불린다.

## 전쟁의 발단
보석 전쟁은 나무의 시대 1495년에 반역의 발라 멜코르가 놀도르 요정왕 핀웨를 죽이고, 페아노르의 걸작 실마릴을 훔쳐가면서 시작된다. 페아노르는 사랑하는 아버지를 죽이고 요정들의 걸작 실마릴을 훔쳐간 멜코르에게 분노하여 그를 세상의 검은 적이라는 뜻의 모르고스라 부르게 된다.
모르고스에게 복수심을 가진 페아노르는 유일신 에루 일루바타르의 이름에 대고 실마릴을 탐하는 자는 그 누구라도 용서치 않을 것이고, 실마릴을 반드시 되찾겠다는 페아노르의 맹세를 하게 된다. 페아노르와 그의 아들들은 맹세에 묶여서 실마릴을 되찾기 위해 어떤 잔인한 일도 서슴치 않는다.

## 전쟁 목록
요정의 동족살해
다고르 누인길리아스
다고르 아글레라브
다고르 브라골라크
니르나에스 아르노에디아드
분노의 전쟁-보석 전쟁의 종식

## 전쟁의 결말
분노의 전쟁으로 모르고스가 몰락하고, 그가 가지고 있던 두개의 실마릴은 마이아 에온웨의 수중에 들어오게 된다. 이때까지 살아남았던 페르노르의 아들은 마이드로스와 마글로르뿐이었다. 그들은 실마릴의 소유권을 주장했으나 발라들은 페아노리안이 저지른 만행에 의해 실마릴의 소유할 자격을 잃었다며 거절한다.
결국 마이드로스와 마글로르는 에온웨의 진영에 잠입해 실마릴을 훔친다. 도망쳐온 그들은 각각 실마릴을 한 개씩 가지려 했으나, 실마릴은 이미 부정해진 두 사람의 손을 태워버린다. 실마릴의 가질 자격을 잃어버렸다는 사실을 깨달은 그들은 절망한다. 이후, 마이드로스는 갈라진 용암 틈으로 몸을 던져 자살하고, 마글로르는 바다로 실마릴을 던진 뒤 모두에게 잊혀졌다. 이로서 페아노르의 맹세와 보석전쟁은 완전히 막을 내리고 태양의 제2시대가 시작된다.

## 같이 보기
실마릴
페아노르
멜코르
마이드로스
마글로르
에아렌딜